# Just Cause 2
Just Cause 2 er et action-eventyrspil fra 2010 udviklet af Avalanche Studios og udgivet af Square Enix. Spillet er efterfølgeren til Just Cause fra 2006, og er det andet spil i Just Cause-spilserien blev drevet af Avalanche Studios' Avalanche 2.0 Engine. Den har Rico Rodriguez, en stor agent fra organisationen The Agency, som ankommer til Panau (en fiktiv østat i det maritime sydøstasien) for at vælte landets diktator Pandak "Baby" Panay og konfrontere sin tidligere mentor Tom Sheldon. Gameplayet involverer Rico, der bekæmper øens fjendtlige militær med våben og en gribekrog, hvilket gør det muligt for spillere at binde genstande til hinanden og slangebøsse i luften med en faldskærm. Just Cause 2 introducerer Chaos System, hvor spillere skal fuldføre missioner og ødelægge regeringens ejendom på Panau for Chaos-point. Disse punkter er vigtige for historiens progression.

## Gameplay
Just Cause 2 er et third-person action-eventyrspil, hvor spillere kontrollerer Rico Rodriguez, feltagent for bureauet (The Agency), i et forsøg på at vælte øens diktatur Panau: en åben verden for spillere at udforske. Spillet har tre typer missioner. Agency missions er med for at fortsætte historien og er spillets hovedmål; faction missions opdrager spillere til at hjælpe spillets tre fraktioner, og stronghold takeover giver spillere til opgave at infiltrere regeringsbaser og befri dem for fraktionerne. Spillere optjener Chaos Points for at fuldføre missioner og ødelægge udpeget regeringsejendomme. Efterhånden som antallet af kaospoint stiger, får fraktionerne indflydelse, og regeringen begynder at bryde sammen. Ud over de typiske missioner har Just Cause 2 race challenges som giver spillerne penge.

## Handling

### Områder
| Region                  | Højborg                       | Fraktion  |
| ----------------------- | ----------------------------- | --------- |
| Berawan Besar Mountains | Gunung Gila Pangkat Facility  | Reapers   |
| East Tanah Raya         | Awan Cendawan Power Plant     | Ular Boys |
| Ramai Rakyat Islands    | Pelabuhan Saudagar Harbor     | Roaches   |
| Pelaut Archipalego      | Emas Hitam Oil Refinery       | Roaches   |
| Lautan Lamah Desert     | Kem Gunung Gurun Supply Depot | Reapers   |
| West Tanah Raya         | Kampung Bahari Village        | Ular Boys |
| Senjakala Islands       | Kem Hutan Supply Depot        | Ular Boys |
| Selatan Archipelago     | Lembah Firdaus Compound       | Roaches   |
| Panau Tengah Bay        | Pemainan Racun Facility       | Reapers   |